# Конторская улица (Харьков)
Конторская улица (укр. Конторська вулиця) — улица в городе Харькове, Украина. С 1920 по 2016 год называлась Краснооктябрьская в честь «красной» Октябрьской революции. В ходе декоммунизации улице было возвращено историческое название.
Одна из старейших улиц в Харькове. Расположена в западной части города. Соединяя центр и Холодную Гору, Конторская улица в своём начале идёт параллельно Полтавскому Шляху, отклоняясь затем на юго-запад.

## История
Застраиваясь в XVIII—XX веках, Конторская соединяла район Холодной Горы через Конторский мост с современной Павловской площадью. Мост был разрушен в годы Великой Отечественной войны, в связи с чем транспортное значение улицы значительно уменьшилось. Участки, находящиеся с южной стороны улицы, выходили прежде к реке Лопани, а узкий проход вдоль берега создан в послевоенные годы XX века.
В застройке Конторской улицы до сих пор сохранилось много домов первой половины XIX века. Старые жилые дома, преимущественно двухэтажные, скромные по архитектуре — прекрасная иллюстрация старого бытового уклада мещан и мелких купцов.

## Жилые и общественные здания
На фасадах отдельных домов (№ 16, 22, 27) оставили след наивные претензии хозяев поддержать представительность с помощью атрибутов архитектуры классицизма — пилястр, рустованных углов, сандриков над окнами, карнизов на модульонах и треугольных фронтонов. Однако пропорции элементов и их сочетания между собой не следуют строго каноническим правилам, облик домов носит провинциальный характер.
Наивно-претенциозный вид имеет небольшой дом № 18, обильно украшенный каннелюрованными пилястрами с коринфскими капителями, профилированными наличниками окон и многочисленными другими лепными деталями, выступающими на фоне окрашенной в красный цвет стены. Стремление выделиться среди застройки прослеживается в особняке № 19, живописная асимметричная композиция и грубоватые по рисунку детали которого отдалённо напоминают средневековые сооружения замкового типа. Есть на улице также интересные в архитектурном отношении дома, построенные во второй половине XIX — начале XX века.

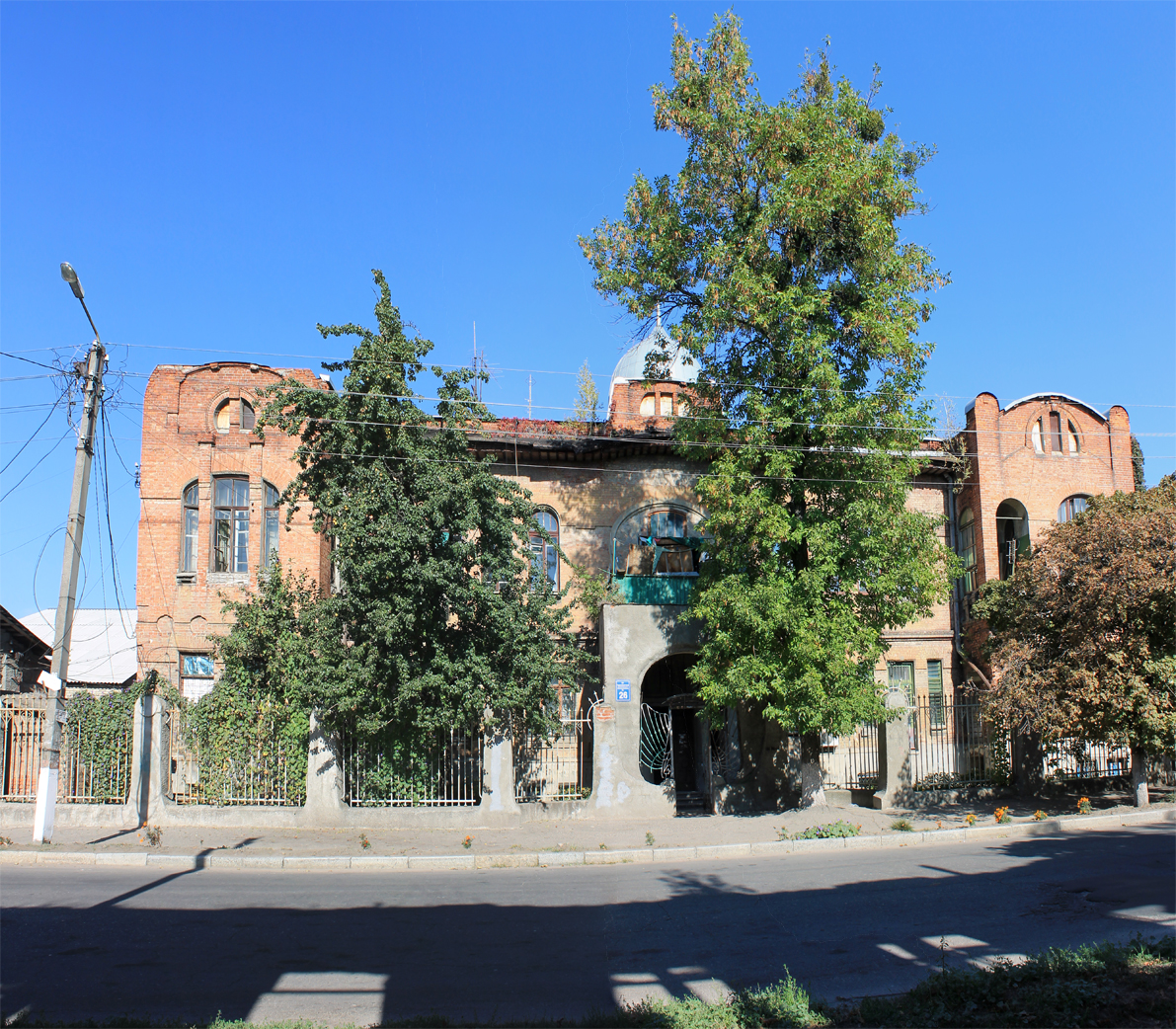
Дом 26 по Конторской улице

## Постройки
- № 26 — Дом Шапара
- № 29 — Кондитерская фабрика №2 (бывшая кондитерская фабрика Дмитрия Кромского).
- Конторский мост (Харьков)